# Cyrtarachne flavopicta
Cyrtarachne flavopicta là một loài nhện trong họ Araneidae.
Loài này thuộc chi Cyrtarachne. Cyrtarachne flavopicta được Tord Tamerlan Teodor Thorell miêu tả năm 1899.